# سارة لين
سارة لين (بالإنجليزية: Sarah Laine)‏ هي ممثلة أمريكية، ولدت في 23 أكتوبر 1982 في الولايات المتحدة.

## أعمال

### أفلام
- (2001) الفطيرة الأمريكية 2[1][2][3]
- (2007) رحلة الموتى الأحياء

### مسلسلات
- كولد كيس

## وصلات خارجية
- سارة لين على موقع IMDb (الإنجليزية)
- سارة لين على موقع ألو سيني (الفرنسية)
- سارة لين على موقع قاعدة بيانات الفيلم (الإنجليزية)
- سارة لين على موقع كينوبويسك (الروسية)